# Yannick Weber
Yannick Cyril Weber (* 23. September 1988 in Morges) ist ein Schweizer Eishockeyspieler, der seit Juni 2021 bei den ZSC Lions aus der Schweizer National League unter Vertrag steht. Zuvor bestritt Weber 541 Partien für die Canadiens de Montréal, Vancouver Canucks, Nashville Predators und Pittsburgh Penguins in der National Hockey League (NHL).

## Karriere

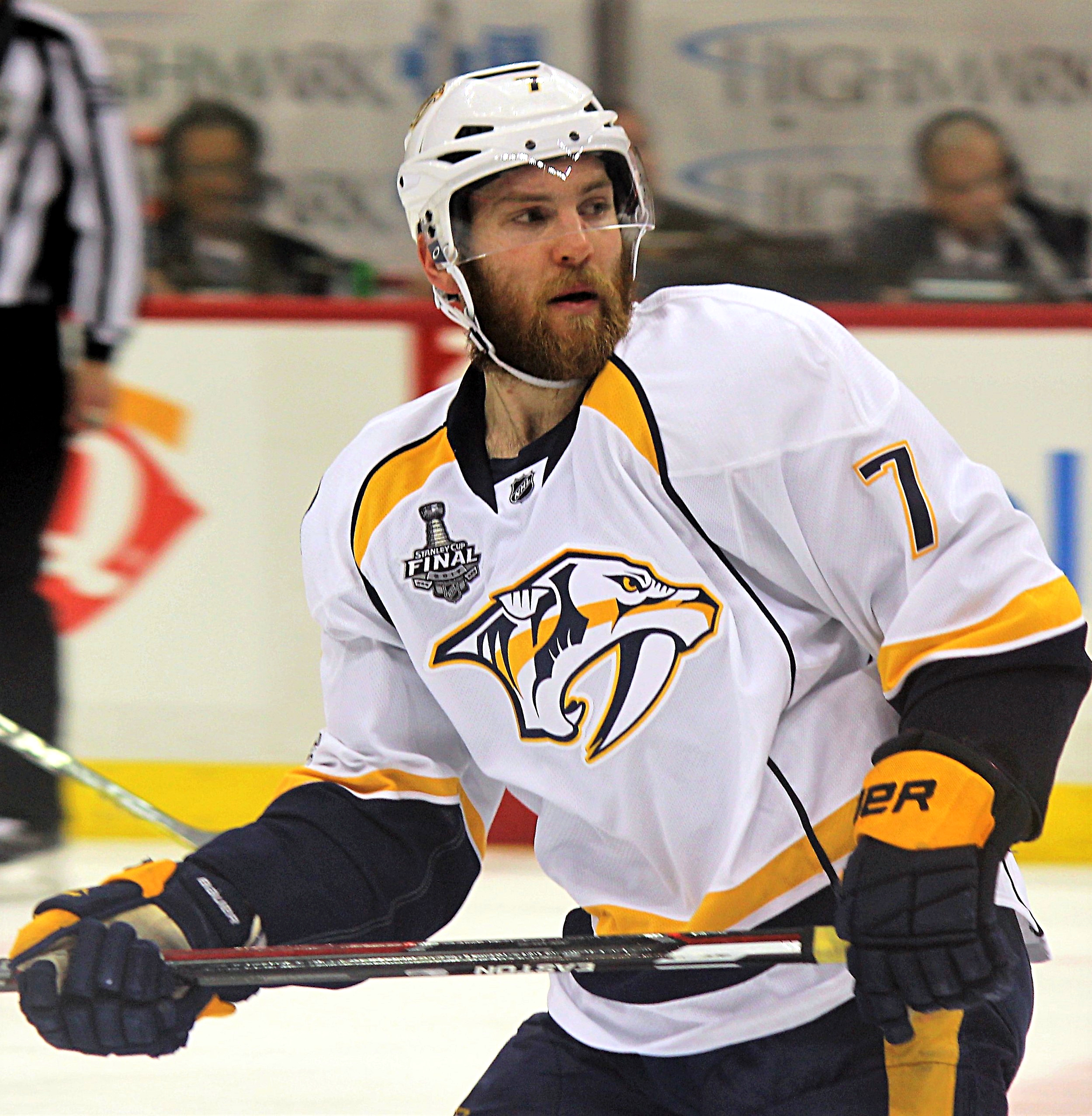
Weber im Trikot der Nashville Predators (2017)

Yannick Weber stammt aus der Jugend des SC Bern, verbrachte seine erste Profisaison jedoch beim Zweitligisten SC Langenthal. Nach nur einem Jahr entschied er sich 2006 zu einem Wechsel nach Nordamerika und spielte fortan bei den Kitchener Rangers, die ihn beim CHL Import Draft 2006 als insgesamt 15. Spieler ausgewählt hatten, in der Ontario Hockey League. Beim NHL Entry Draft 2007 zogen ihn die Canadiens de Montréal an 73. Stelle und nahmen ihn ein Jahr später auch unter Vertrag. Nach einigen Saisons hauptsächlich mit Einsätzen für das Farmteam der Canadiens in der AHL, die Hamilton Bulldogs, kam Weber in der Saison 2010/11 zu 41 Einsätzen im Fanionteam. Zum Ende der Saison unterschrieb Weber einen Einwegvertrag bis ins Jahr 2013.
Für die Dauer des NHL-Lockouts in der Saison 2012/13 wurde der Verteidiger im September 2012 vom Schweizer Club Genève-Servette HC verpflichtet. Im Juli 2013 unterzeichnete Weber einen Einjahresvertrag bei den Vancouver Canucks. Dort konnte er sich im NHL-Kader vorerst nicht durchsetzen und wurde im November 2013 an das AHL-Farmteams der Canucks, die Utica Comets, abgegeben. Im Laufe der Spielzeit etablierte sich Weber allerdings in der NHL und kam auf 49 Einsätze für die Canucks.
Nach drei Jahren in Vancouver erhielt Weber nach der Saison 2015/16 keinen neuen Vertrag bei den Canucks, sodass er sich im Juli 2016 als Free Agent den Nashville Predators anschloss. Mit diesen erreichte er am Ende der Spielzeit 2016/17 das Stanley-Cup-Finale, unterlag dort jedoch den Pittsburgh Penguins. Nach der Spielzeit 2019/20 wurde sein auslaufender Vertrag nicht verlängert, sodass er im Januar 2021 als Free Agent zu eben jenen Pittsburgh Penguins wechselte. Dort bestritt er nur zwei Partien, ehe er sich im Juni 2021 zu einer Rückkehr in seine Schweizer Heimat entschloss und dort einen Dreijahresvertrag bei den ZSC Lions unterzeichnete. Mit den Lions gewann er in den Frühjahren 2024 und 2025 die Schweizer Meisterschaft. Seinen auslaufenden Vertrag hatte der Verteidiger bereits im Oktober 2023 vorzeitig um zwei Jahre verlängert.

### International
Für die Schweizer Junioren-Nationalmannschaft stand Yannick Weber schon einige Male auf dem Eis. So unter anderem bei den Nachwuchs-Weltmeisterschaften 2007 und 2008. Zudem vertrat er die Schweiz mit der Herren-Nationalmannschaft bei den Olympischen Winterspielen 2010 in Vancouver, 2014 in Sotschi und 2022 in Peking sowie bei den Weltmeisterschaften der Jahre 2009, 2014, 2016 und 2019.

## Erfolge und Auszeichnungen
| - 2007 OHL Second All-Rookie Team - 2008 OHL Second All-Star Team - 2008 J.-Ross-Robertson-Cup-Gewinn mit den Kitchener Rangers - 2009 Teilnahme am AHL All-Star Classic - 2009 AHL First All-Star Team | - 2009 AHL All-Rookie Team - 2024 Schweizer Meister mit den ZSC Lions - 2025 Champions-Hockey-League-Gewinn mit den ZSC Lions - 2025 Schweizer Meister mit den ZSC Lions |

### International
- 2006 Aufstieg in die Top-Division bei der U18-Junioren-Weltmeisterschaft

## Karrierestatistik
Stand: Ende der Saison 2024/25

### International
Vertrat die Schweiz bei:
| - U18-Junioren-Weltmeisterschaft 2005 - U20-Junioren-Weltmeisterschaft 2006 - U18-Junioren-Weltmeisterschaft der Division I 2006 - U20-Junioren-Weltmeisterschaft 2007 - U20-Junioren-Weltmeisterschaft 2008 - Weltmeisterschaft 2009 | - Olympischen Winterspielen 2010 - Olympischen Winterspielen 2014 - Weltmeisterschaft 2014 - Weltmeisterschaft 2016 - Weltmeisterschaft 2019 - Olympischen Winterspielen 2022 |

(Legende zur Spielerstatistik: Sp oder GP = absolvierte Spiele; T oder G = erzielte Tore; V oder A = erzielte Assists; Pkt oder Pts = erzielte Scorerpunkte; SM oder PIM = erhaltene Strafminuten; +/− = Plus/Minus-Bilanz; PP = erzielte Überzahltore; SH = erzielte Unterzahltore; GW = erzielte Siegtore; 1 Play-downs/Relegation; Kursiv: Statistik nicht vollständig)